# Aleksandr Ivanovič Osterman-Tolstoj
Il conte Aleksandr Ivanovič Osterman-Tolstoj (in russo Александр Иванович Остерман-Толстой?; 1772 – Le Petit-Saconnex, 12 febbraio 1857) è stato un ufficiale russo, membro della famiglia Tolstoj, tenente generale dell'esercito russo al momento delle guerre napoleoniche.

## Militare di carriera
Aleksandr Tolstoj era figlio del generale Ivan Matveyevič Tolstoy (1746-1808), la cui madre era figlia del conte Andrej Ivanovič Osterman, diplomatico e fedele alleato di Pietro il Grande. Suo nonno paterno era il generale M. A. Tolstoj, mentre suo nonno materno era il tenente generale I. A. Bibikov. 
Entrò nel 1790, all'età di 18 anni, come volontario nell'esercito imperiale russo. Servì sotto il comando di Aleksandr Suvorov nelle guerre contro i turchi e polacchi nel 1788. Colonnello nel 1796 venne promosso maggiore generale nel 1798.
Tenente generale nel 1805, comandò il corpo russo incaricato di effettuare una diversione nel nord della Germania. Al suo ritorno in patria venne nominato governatore di San Pietroburgo nel 1806. Lo stesso anno comandò una divisione dell'esercito di Levin August von Bennigsen alle forze di Napoleone. Degno di nota per il suo coraggio nella battaglia di Pułtusk e nella battaglia di Eylau ricette una spada d'oro con l'iscrizione Per il Coraggio. Nel 1807 ricevette la Croce dell'Ordine Imperiale di San Giorgio. Il 5 giugno 1807 durante la battaglia di Guttstadt-Deppen venne ferito così gravemente che si temette per la sua vita.
Ereditò nel 1811 il titolo di conte da suo zio Ivan Andreevič Osterman, ultimo degli Osterman.
Massone, fu membro della Loggia degli "Amici riuniti", col grado di Rosa-Croce.
Partecipò alle campagne di 1812 come comandante del IV Corpo d'armata e fu battuto da Gioacchino Murat nella battaglia di Astroŭna, il 25 e il 26 luglio. Partecipò il 7 settembre alla battaglia delle Moscova.
Ferito nella battaglia di Bautzen, il 20 e il 21 maggio 1813 continuò ciononostante a comandare le sue truppe. Perse il braccio sinistro nella battaglia di Kulm, il 29 e il 30 agosto resistendo valorosamente contro un nemico di gran lunga superiore in numero comandato dal generale Vandamme.
L'11 novembre 1815 assieme a Johann von Klenau ricevette la capitolazione di Dresda. Fu poi per poco tempo assegnato a una missione diplomatica a Parigi. Nel 1816, comandò il corpo dei granatieri della Guardia. Fu nominato generale di fanteria nel 1817.

## Pensionamento
Si ritirò nel 1825 per motivi di salute. Dopo alcuni anni trascorsi in Francia e in Italia accompagnò Jakob Fallmerayer Philippe in un viaggio in Oriente nel 1831.
Osterman-Tolstoj si trasferì definitivamente nel villaggio di Le Petit-Saconnex sul Lago di Ginevra nel 1837 dove morì senza discendenti venti anni più tardi e dove è sepolto.